# Кваутемок Карденас
Кваутемок Карденас Солорзано (шп. Cuauhtémoc Cárdenas Solórzano; Сијудад Мексико, 1. мај 1934) је мексички политичар. Био је председник владе Савезног дистрикта и оснивач Партије демократске револуције. Син је бившег мексичког председника Лазара Ларденаса. Три пута се кандидовао за председника Мексика. Његов пораз на изборима 1988. од кандидата Институционалне револуционарне партије се дуго сматрао директним резултатом очигледне политичке преваре, што је касније потврдио председник Мигел де ла Мадрид. Претходно је служио у Сенату, пошто је био изабран 1976. да представља државу Мичоакан, а такође је био и гувернер Мичоакана између 1980. и 1986.